# 라틴아메리카 부채 위기

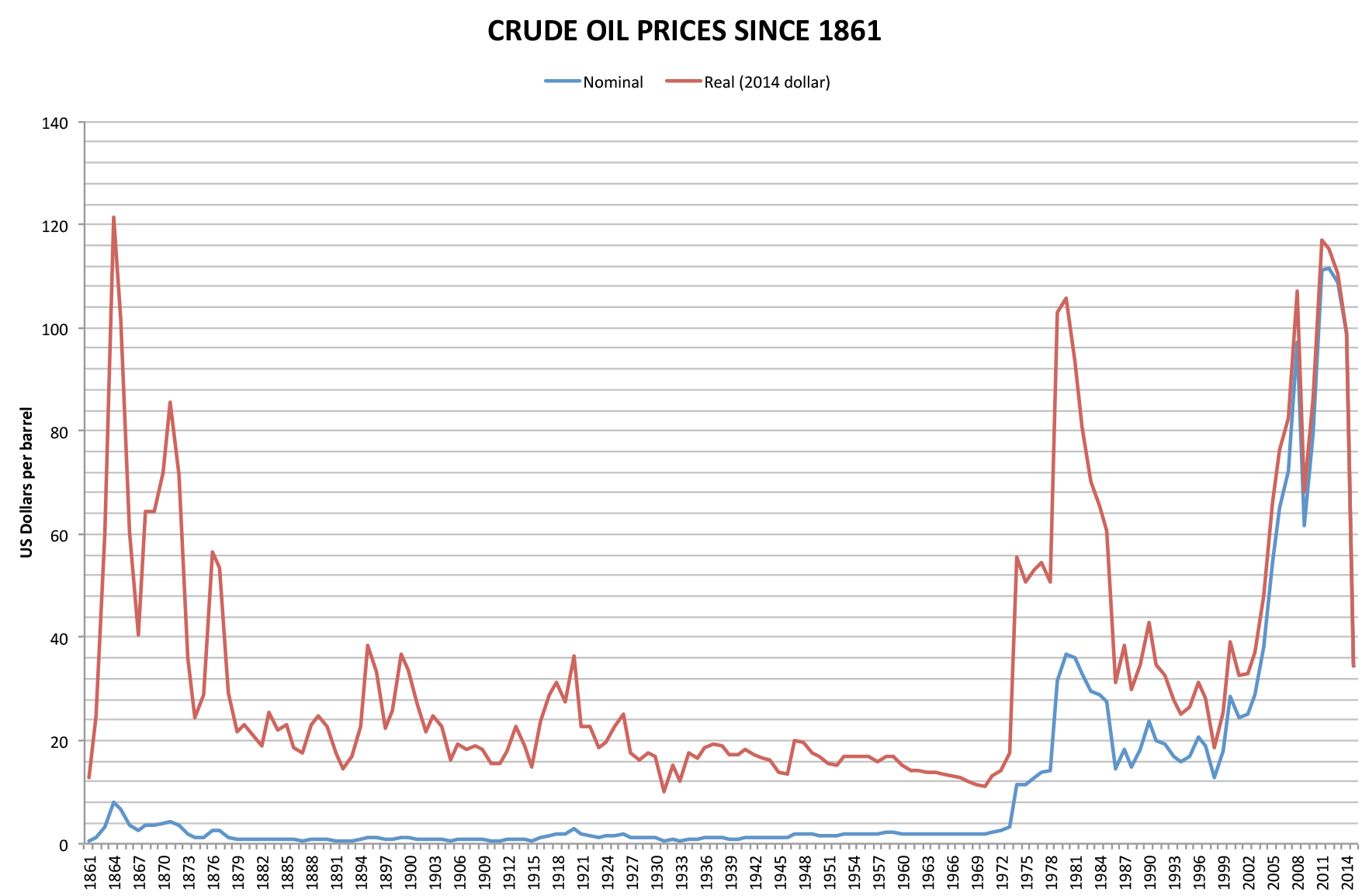
1861년부터 2011년까지의 멕시코 원유 가격

라틴아메리카 부채 위기(스페인어: Crisis de la deuda latinoamericana, 포르투갈어: Crise da dívida latino-americana)는 1980년대 초반(일부 국가에서는 1970년대에 시작)에 발생한 금융위기로, 라틴아메리카 국가들이 외채가 소득 능력을 초과하여 상환할 수 없는 지점에 도달했을 때인 잃어버린 10년(La Década Perdida)라고도 알려져 있다.

## 기원
1960년대와 1970년대에 많은 라틴아메리카 국가, 특히 브라질, 아르헨티나, 멕시코는 산업화, 특히 인프라 프로그램을 위해 국제 채권자로부터 막대한 금액의 돈을 빌렸다. 이들 국가는 당시 경제가 급성장하고 있었기 때문에 채권자들은 기꺼이 대출을 제공했다. 처음에 개발도상국들은 일반적으로 세계은행과 같은 공공 경로를 통해 대출을 받았다. 1973년 이후 민간 은행들은 국채가 안전한 투자라고 믿었던 산유국으로부터 자금이 유입되었다. 멕시코는 미래의 석유 수익을 미국 달러로 평가하여 차입했기 때문에 석유 가격이 폭락하자 멕시코 경제도 붕괴되었다.
1975년부터 1982년 사이에 라틴아메리카의 상업은행 부채는 연간 누적 비율로 20.4% 증가했다. 이러한 차입 증가로 인해 라틴아메리카 국가들은 대외 부채가 1975년 750억 달러에서 1983년 3,150억 달러 이상, 즉 이 지역 국내총생산(GDP)의 50%로 4배 증가했다. 부채 상환(이자 지불 및 원금 상환)은 전 세계 금리가 급등하면서 더욱 빠르게 증가하여 1975년 120억 달러에서 1982년 660억 달러에 이르렀다.

## 같이 보기
- 1998~2002년 아르헨티나 경제 침체